# Jimmy Carter e o incidente do coelho

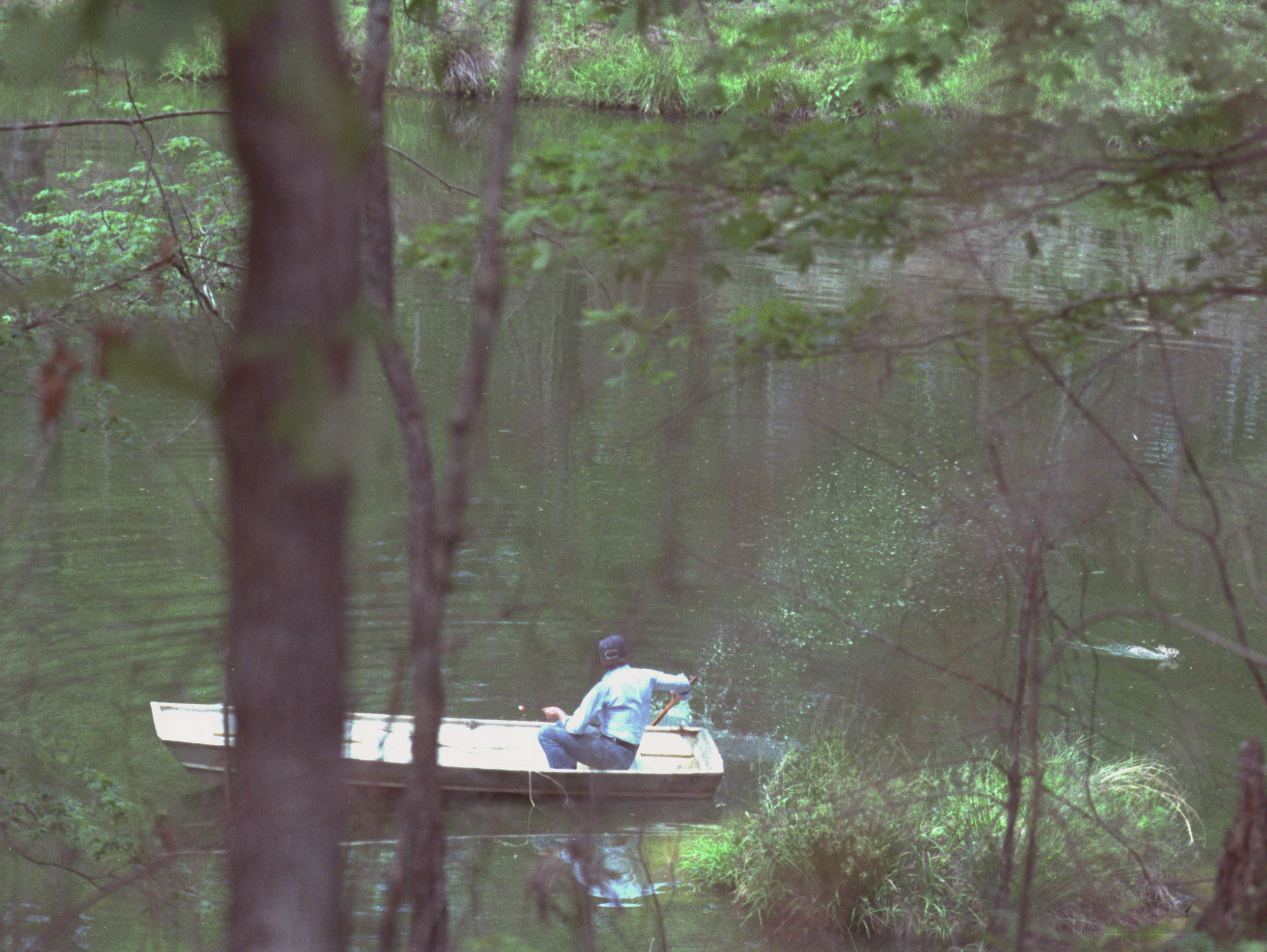
A foto de Carter e do coelho.

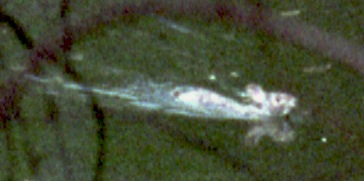
O coelho nada e se afasta do barco

Nomeado “o ataque do coelho assassino” pela imprensa, o incidente de Jimmy Carter e do coelho é o caso de um coelho-do-pântano (Sylvilagus aquaticus) que tentou subir no barco do presidente americano em 20 de abril de 1979.

## História
O presidente dos Estados Unidos estava pescando, só, em um barco, perto de sua cidade natal Plains, na Geórgia, quando um coelho se aproxima nadando até a embarcação, grunhindo de maneira ameaçadora, os dentes visíveis, as narinas abertas e indo diretamente para o presidente. O coelho tenta desesperadamente subir no barco e Carter tenta afastá-lo agitando o remo.
De volta a seu escritório, Jimmy Carter contou sua desventura aos empregados que não acreditaram que os coelhos pudessem nadar ou que eles nunca se aproximariam de uma pessoa de maneira agressiva. Contudo, o incidente foi confirmado mais tarde através de uma foto feita pelo fotógrafo da Casa Branca.
No dia 28 de agosto de 1979, o porta-voz da Casa Branca Jody Powell mencionou o incidente a um correspondente da Associated Press, Brooks Jackson, que escreveu um artigo sobre o assunto no dia seguinte. President Attacked by Rabbit (Presidente atacado por coelho) estava na primeira página do  Washington Post, mas a recusa da Casa Branca de publicar uma foto fez com que fosse exibida uma caricatura no jornal. Posteriormente a imprensa nomearia o coelho de Killer Rabbit (“coelho assassino”), em referência ao coelho vorpal do filme Monty Python and the Holy Grail.
A Casa Branca só publicou uma foto do incidente no mandato de Ronald Reagan. O incidente do Coelho foi utilizado pelos oponentes de Carter para ilustrar uma presidência que eles consideravam, de acordo com as palavras do Washington Post, “infeliz e debilitada”.